# Drago Karel Godina
Drago Karel Godina (Servola, 9 gennaio 1876 – Trieste, 1º aprile 1965) è stato un politico sloveno, socialista e comunista, attivo anche in Italia.

## Biografia
Nacque a Servola, da una famiglia di modeste condizioni sociali, il padre Ivan era operaio. Dopo aver frequentato la locale scuola elementare, si iscrisse al ginnasio tedesco di Trieste. Proseguì gli studi a Lubiana e poi presso l'Istituto magistrale di Capodistria, dove si diplomò. Per un anno insegnò a Dolina, in Carniola, in seguito trovò impiego presso la Cassa di Mutui e Prestiti. Presto, i suoi interessi culturali e sociali trovarono spazio nella sua Servola: nel 1897 rinnovò il gabinetto di lettura e ne fu eletto presidente. Per un anno diresse l'orchestra Tamburaski .

## Una rapida ascesa politica
Dal 1900 al 1903 fece parte del direttivo della più antica associazione del Litorale sloveno, la Primorska, fondata il 15 aprile 1880. Fu anche vicedirettore della filodrammatica, fondata nel 1902 e segretario a Trieste del Sokol. Collaborò con il periodico Edinost ("L'Unità"), assunse la direzione del foglio satirico Brivec ("Il Barbiere") e scrisse anche sull'omologo Škra ("Il Folletto"). Si trasferì a Salcano, dove divenne segretario della Cooperativa dei falegnami. Collaborò con la Prometna Banka di Požega in Croazia, di cui nel 1905 divenne agente, operando a Spalato, Zagabria, Kragujevac e Belgrado. In seguito si trasferì a Sofia, in quanto venne assunto come contabile presso la Balkanska Banka. Fu poi direttore di una banca franco-bulgara che operava nel campo delle ipoteche. Per un lungo periodo, collaborò con una società mineraria di Amburgo, impegnata in estrazioni dal monte Izdermec (Banato).

## L'avventura sovietica
Nell'ottobre 1915 si recò in Romania e, nell'agosto 1916, a Mosca, prima come contabile presso la filiale del Crédit Lyonnais, e poi presso una fabbrica di tende da campo per l'esercito, di cui, dopo la rivoluzione, assunse la direzione su indicazione degli operai, prima di liquidarla, dal momento che non vi era più richiesta di tende. Fece parte di un soviet, poi frequentò un corso di partito per agit-prop, acquisendo particolari capacità, grazie alle quali fu inviato a svolgere propaganda in seno all'Armata Rossa. Nel 1918, scrisse sulla rivista Revolucija ("Rivoluzione"), e pubblicò due brochure: Teorija deneg e Narodnjastvo in interesi proletarjiata. Nel giugno 1918, fu tra i fondatori del partito comunista degli emigrati.

## Il ritorno a Trieste
Nell'estate dello stesso anno, attraverso la Finlandia, la Svezia, il Regno Unito e la Francia ritornò a Trieste, dove svolse un'attività contabile autonoma. Aderì alla Socialistka Zveza Julia Krajine e scrisse sul giornale Delo ("Il Lavoro"), sostenendo la formazione dei soviet nelle fabbriche e la costituzione del Partito comunista, facendosi portavoce delle tesi astensioniste. Nel 1920, Il Soviet pubblicò due suoi articoli: La potenza dei Soviet  e Scissione, entrambi firmati come Carlo Godina.

## La fondazione del partito comunista e l'espulsione
Il 21 gennaio 1921 partecipò al congresso di Livorno, che sancì la nascita del Partito comunista d'Italia. In occasione delle elezioni del maggio 1921, fu espulso e radiato dalla sezione istriana, a causa delle sue posizioni rigorosamente astensioniste, che traevano ispirazione da fondamenti più etici che politici, come ebbe a precisare in alcuni articoli apparsi su Edinost, in cui polemizzò con l'esponente socialdemocratico Etbin Kristan. Da allora, suoi interessi si rivolsero sempre di più alle questioni economiche; nel 1921 scrisse un pamphlet divulgativo sulle motivazioni conseguenze del crollo economica, che fu pubblicato dalla Federazione dei minatori e dei boscaioli di Idria.

## L'economia delle tessere
In questo periodo, elaborò un'originale concezione riguardo alla possibilità di scambi non mercantili, proponendo un sistema basato su tessere, la cui emissione avrebbe dovuto corrispondere a quanto necessita per soddisfare i bisogni dei lavoratori, prevedendo, ovviamente, un fondo sociale per coloro che, per vari motivi, non fossero in condizioni di lavorare, ma anche per attività considerate improduttive. Lo spunto era sicuramente tratto dalle sue esperienze sovietiche, in un periodo, tra il 1917 e il 1921, considerato a qual tempo «comunismo di guerra». D'altro canto, una simile concezione venne elaborata nel 1930 dai Gruppi Comunisti Internazionali nei Paesi Bassi.

## La cooperativa
Tra l'altro, resosi consapevole che nello scambio commerciale vi sono passaggi che favoriscono indirettamente lo sfruttamento dei lavoratori, nel 1925 costituì a Trieste una cooperativa, che fu chiusa all'avvento del fascismo. Per presentare l'iniziativa, aveva scritto "Menjalne zadruge nas rešijo iz suženjstva denarja in kapitala". Godina espose le sue elaborazioni nei libri e pamphlet, via via pubblicati dagli anni Venti agli anni Cinquanta, tra cui Idealizem  e negli articoli del settimanale Preporod ("Rinascita"), che egli pubblicò nel 1926, poi vietato dopo dieci numeri dal governo fascista, rivista che rivide la luce solo tra il 1963 ed il 1964.

## L'esilio in Austria e l'"economia non mercificata"
Il pesante clima instaurato dal fascismo lo costrinse a rifugiarsi in Austria; nel 1936 pubblicò a Vienna Die Warenwährung das goldene Zeitalter der allgemeinen Aristokratie . Tornato a Trieste alla fine della guerra, aderì all'Unione antifascista italoslava, un'organizzazione promossa dal Partito Comunista del Territorio Libero di Trieste, che tra il 1945 ed il 1950 raggiunse circa 70.000 aderenti, e alla Società culturale slovena di Servola. In tutti questi anni proseguì a diffondere con nuove brochure e numerosi articoli la sua proposta di «economia non mercificata»: per sostenere fattivamente l'iniziativa, fondò l'Organizzazione generale delle professioni e l'Associazione popolare economica. Nei primi anni Cinquanta, si iscrisse all'Unione socialista indipendente, sorta per iniziativa di alcuni dissidenti del Partito comunista italiano, in primis Aldo Cucchi e Valdo Magnani. Si interessò anche di pittura e partecipò a mostre amatoriali. Tra il 1956 ed il 1959, per il quotidiano Primorski Dnevnik ("Il giornale del litorale") scrisse 39 articoli sulle tradizioni popolari e la storia locale. Dal 2 ottobre 1955 al 2 febbraio 1956, il Primorski Dnevnik pubblicò Spomini Tržačana iz oktobrske revolucije, firmato Brežan, in cui racconta le sue esperienze di vita e di lavoro in Serbia, Bulgaria e soprattutto in Unione Sovietica. Morì a Trieste il 1º aprile 1965.